# サウス・コースト・ライン (ニューサウスウェールズ州)
サウス・コースト・ライン (South Coast Line) は、イースト・サバーブ線とサウス・コースト線を通り、ボンダイ・ジャンクション駅からセントラル駅を経由しボマデリー（ナウラ）駅に至る160kmと、途中のコニストン駅からポート・ケンブラ支線を通りポート・ケンブラ駅に至る6kmの、都市間列車（Intercity）の系統である。

## 概要
州都シドニーと南方にある州第3位の都市ウロンゴンを結び、更に南方にあるボマデリー駅まで運行されている。日本における中距離電車にあたり、近郊列車郊外も走るセントラル - ウオーターフォール間では速達列車としての役割も担っている。

### 路線データ
- 路線距離（営業キロ）：166.2km
  - ボンダイ・ジャンクション - ボマデリー間：160.1km
  - コニストン - ポート・ケンブラ間：6.1km
- 駅数：45駅（起終点駅含む）
- 軌間：1,435mm（標準軌）
- 線路数
  - 複々線区間：セントラル - ハーストヴィール間（14.8km）
  - 複線区間：ボンダイ・ジャンクション - セントラル間（6.7km）、ハーストヴィール - コニストン（69.3km）
  - 単線区間：コニストン - ボマデリー間（69.3km）、コニストン - ポート・ケンブラ間（6.1km）
- 電化区間：直流1,500V 架空電車線方式
  - ボンダイ・ジャンクション - カイアマ間（125.9km）
  - コニストン - ポート・ケンブラ間（6.1km）
- 閉塞方式：自動閉塞式

## 運行形態
カイアマ駅を境にボマデリー駅方面は非電化であるため、この駅で系統分割されている。以下、2018年9月30日時点のダイヤにおける運行形態について述べる。

### ボンダイ・ジャンクション - カイアマ間
速達タイプと停車タイプの2種類があり、平日日中時間帯でそれぞれ毎時1本運行されている。両者共に朝夕のピーク時間帯ではセントラル駅からボンダイ・ジャンクション駅まで延長運転される。

#### 速達タイプ
停車駅は次の通りである。
（ボンダイ・ジャンクション駅 - セントラル駅の各駅）、レッドファーン駅、ウォーライ・クリーク駅、ハーストヴィール駅、サザーランド駅、（ウォーターフォール駅）、ヘレンズバラ駅、（オースティンマー駅）、サールール駅、ノース・ウロンゴン駅から先の各駅
セントラル - ウロンゴン間では速達運転を行い、ウロンゴン - カイアマ間では各駅停車の役割を果たしている。主にセントラル - カイアマ間で運行されるが、ダプト駅発着の列車やウロンゴン着の列車も設定されている。
停車駅について、土休日はウォーターフォール駅にも停車する。さらに平日朝セントラル方面の1本のみオースティンマー駅に停車する列車が設定されている。また、土休日についてはヘレンズバラ駅 - サールール駅を各駅に停車する列車と通常の停車パターンの列車が交互に運転されている。

#### 停車タイプ
停車駅は次の通りである。
（ボンダイ・ジャンクション駅 - セントラル駅の各駅）、レッドファーン駅、（シドナム駅）、ウォーライ・クリーク駅、ハーストヴィール駅、サザーランド駅、ウォーターフォール駅からの各駅
セントラル駅からカイアマ駅まで通して走る列車はほとんど無い。平日は、ウォーターフォール駅 - コニストン駅 - ポート・ケンブラ駅間を結ぶ列車が中心であり、朝夕ピーク時にはボンダイ・ジャンクション駅 - サールール駅 / ポート・ケンブラ駅間の列車があるなど、様々な区間運転が設定されている。
土休日は、サールール駅 - コニストン駅 - ポート・ケンブラ駅間を結ぶ列車が中心であり、朝夕時間帯に様々な区間運転があるほか、朝にはセントラル駅 - カイアマ駅間を通しで走る列車が存在する。停車駅について、早朝・深夜時間帯にシドハム駅に停車する列車の設定がある。

### カイアマ - ボマデリー間
普通電車のみの運行であり、平日は1時間に1本の本数である。ただし時間帯によっては2時間近く間の空く時間もある。土休日は全時間帯で2時間に1本である。多くの列車がカイアマでセントラル方面の列車との接続を考慮したダイヤになっている。

## 車両

### 電車
電化区間（ボンダイ・ジャンクション駅 - カイアマ駅）で運用されている。
- Sydney Trains H sets (OSCARs)
- Sydney Trains T sets (Tangaras)

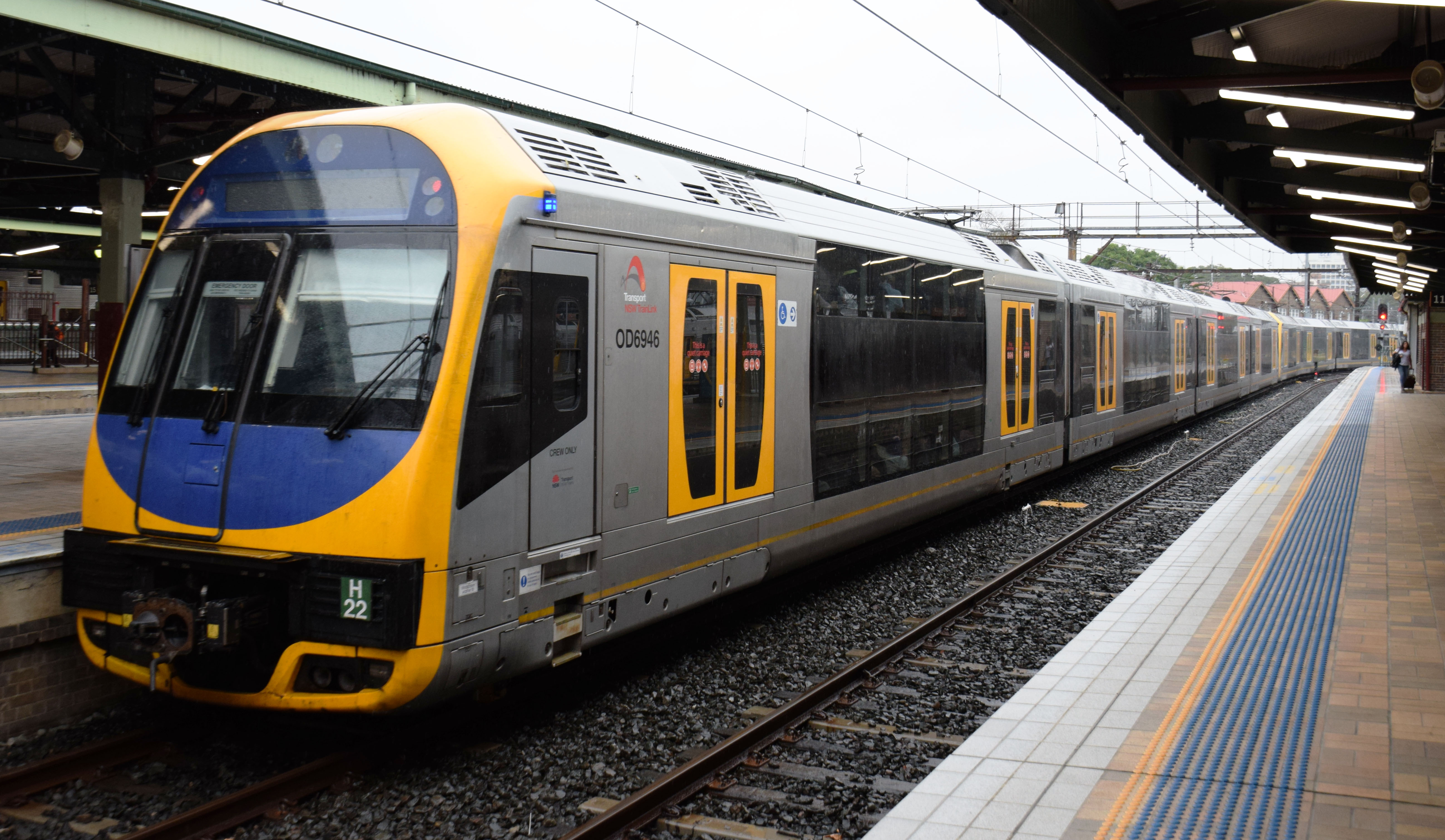
OSCARs
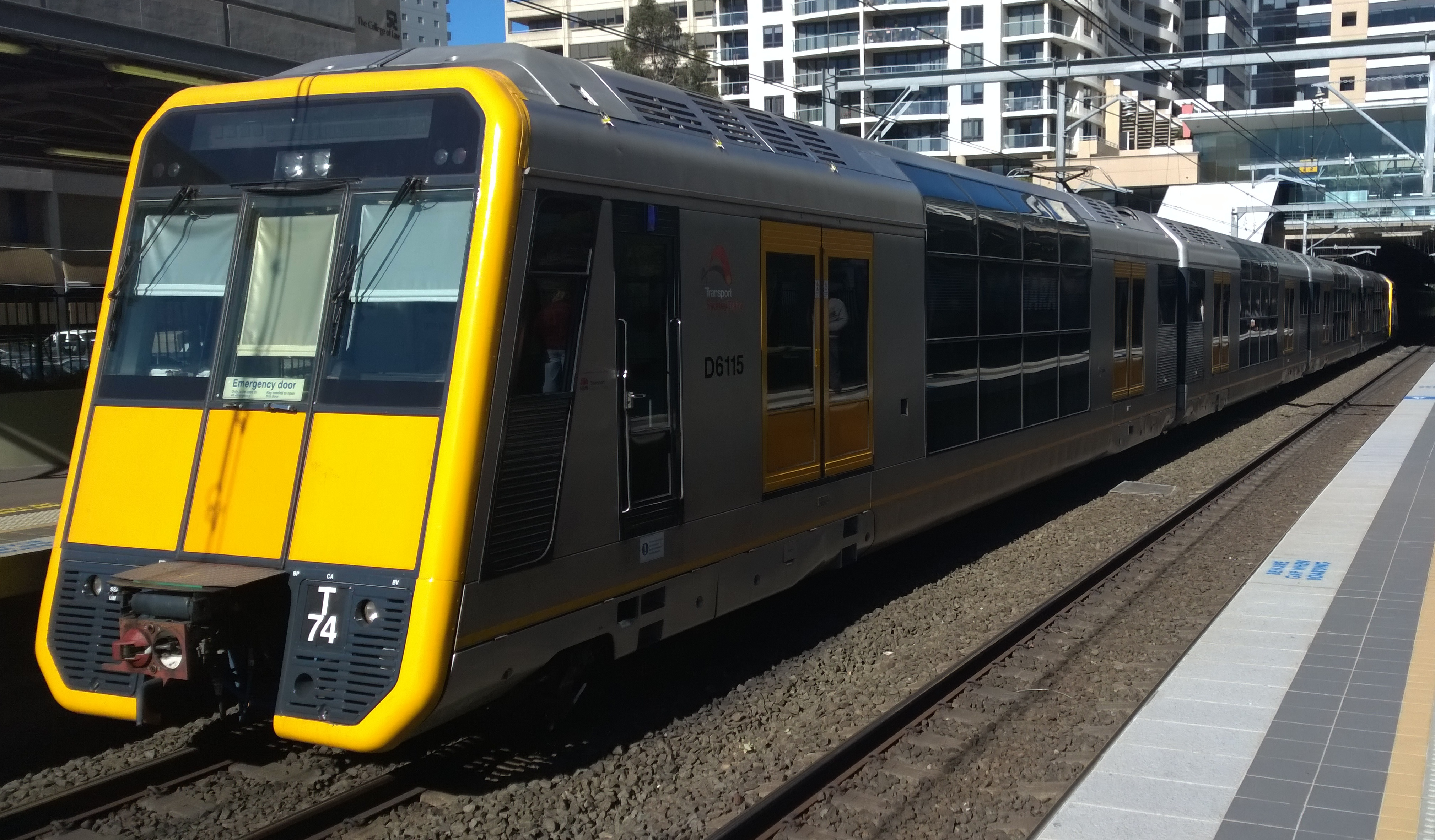
Tangaras

### 気動車
非電化区間（カイアマ駅 - ボマデリー駅）で運用されている。

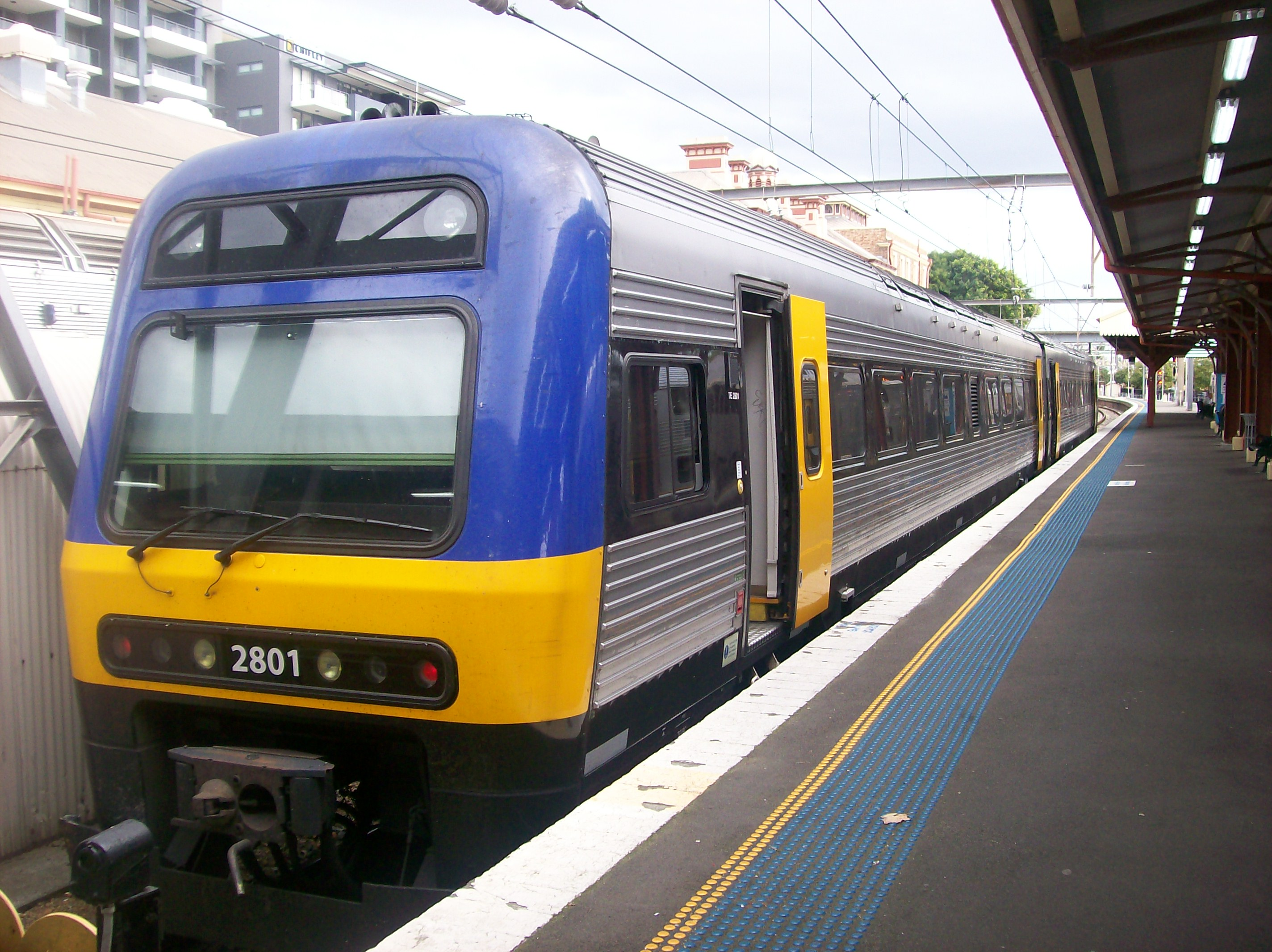
The Endeavour

- The Endeavour

## 駅一覧

### 凡例
●：停車、〇：一部列車が停車、◆：土休日のみ停車、◇：土休日のみ一部列車が停車

### ボンダイ・ジャンクション - ボマデリー間
| 駅名                  | 駅名                           | 駅間キロ | 累計キロ | 都市間列車 | 都市間列車 | 近郊列車 | 接続路線             | 電化状況 | 路線                   | 線路数 |
| 英語                  | 日本語                         | 駅間キロ | 累計キロ | 速達タイプ | 停車タイプ | 近郊列車 | 接続路線             | 電化状況 | 路線                   | 線路数 |
| --------------------- | ------------------------------ | -------- | -------- | ---------- | ---------- | -------- | -------------------- | -------- | ---------------------- | ------ |
| Bondi Junction        | ボンダイ・ジャンクション       | ―        | 6.7      | ●          | ●          | ●        |                      | 電化     | イースタン・サバーブ線 | 複線   |
| Edgecliff             | エッジクリフ                   | 1.9      | 4.8      | ●          | ●          | ●        |                      | 電化     | イースタン・サバーブ線 | 複線   |
| Kings Cross           | キングス・クロス               | 1.4      | 3.4      | ●          | ●          | ●        |                      | 電化     | イースタン・サバーブ線 | 複線   |
| Martin Place          | マーチン・プレース             | 1.3      | 2.1      | ●          | ●          | ●        |                      | 電化     | イースタン・サバーブ線 | 複線   |
| Town Hall             | タウン・ホール                 | 1.0      | 1.1      | ●          | ●          | ●        |                      | 電化     | イースタン・サバーブ線 | 複線   |
| Central               | セントラル                     | 1.1      | 0.0      | ●          | ●          | ●        |                      | 電化     | イースタン・サバーブ線 | 複々線 |
| Redfern               | レッドファーン                 | 1.3      | 1.3      | ●          | ●          | ●        |                      | 電化     | サウス・コースト線     | 複々線 |
| Sydenham              | シドナム                       | 4.0      | 5.3      | ｜         | 〇         | ●        |                      | 電化     | サウス・コースト線     | 複々線 |
| (Tempe)               | （テンピ）                     | －       | －       | ｜         | ｜         | ●        |                      | 電化     | サウス・コースト線     | 複々線 |
| Wolli Creek           | ウォーライ・クリーク           | 2.0      | 7.3      | ●          | ●          | ●        |                      | 電化     | サウス・コースト線     | 複々線 |
| (Arncliffe)           | （アーンクリフ）               | －       | －       | ｜         | ｜         | ●        |                      | 電化     | サウス・コースト線     | 複々線 |
| (Banksia)             | （バンクシア）                 | －       | －       | ｜         | ｜         | ●        |                      | 電化     | サウス・コースト線     | 複々線 |
| (Rockdale)            | （ロックデール）               | －       | －       | ｜         | ｜         | ●        |                      | 電化     | サウス・コースト線     | 複々線 |
| (Kogarah)             | （コガラ―）                    | －       | －       | ｜         | ｜         | ●        |                      | 電化     | サウス・コースト線     | 複々線 |
| (Carlton)             | （カールトン）                 | －       | －       | ｜         | ｜         | ●        |                      | 電化     | サウス・コースト線     | 複々線 |
| (Allawah)             | （アラワ―）                    | －       | －       | ｜         | ｜         | ●        |                      | 電化     | サウス・コースト線     | 複々線 |
| Hurstville            | ハーストヴィール               | 7.5      | 14.8     | ●          | ●          | ●        |                      | 電化     | サウス・コースト線     | 複々線 |
| (Penshurst)           | （ペンズハースト）             | －       | －       | ｜         | ｜         | ●        |                      | 電化     | サウス・コースト線     | 複線   |
| (Mortdale)            | （モートデール）               | －       | －       | ｜         | ｜         | ●        |                      | 電化     | サウス・コースト線     | 複線   |
| (Oatley)              | （オートリ―）                  | －       | －       | ｜         | ｜         | ●        |                      | 電化     | サウス・コースト線     | 複線   |
| (Como)                | （コモ）                       | －       | －       | ｜         | ｜         | ●        |                      | 電化     | サウス・コースト線     | 複線   |
| (Jannail)             | （ジャナリ）                   | －       | －       | ｜         | ｜         | ●        |                      | 電化     | サウス・コースト線     | 複線   |
| Sutherland            | サザーランド                   | 9.8      | 24.6     | ●          | ●          | ●        | コロヌラ線           | 電化     | サウス・コースト線     | 複線   |
| Loftus                | ロフタス                       | 1.8      | 26.2     | ｜         | 〇         | ●        |                      | 電化     | サウス・コースト線     | 複線   |
| Engadine              | エンガディン                   | 4.5      | 30.7     | ｜         | 〇         | ●        |                      | 電化     | サウス・コースト線     | 複線   |
| Heathcote             | ヒースコート                   | 2.4      | 33.1     | ｜         | 〇         | ●        |                      | 電化     | サウス・コースト線     | 複線   |
| Waterfall             | ウォーターフォール             | 5.6      | 38.7     | ◆          | ●          | ●        |                      | 電化     | サウス・コースト線     | 複線   |
| Helensburgh           | ヘレンズバラ                   | 7.6      | 46.3     | ●          | ●          |          |                      | 電化     | サウス・コースト線     | 複線   |
| Otford                | オットフォード                 | 8.3      | 54.6     | ◇          | ●          |          |                      | 電化     | サウス・コースト線     | 複線   |
| Stanwell Park         | スタンウェル・パーク           | 1.4      | 56.0     | ◇          | ●          |          |                      | 電化     | サウス・コースト線     | 複線   |
| Coalcliff             | コールクリフ                   | 3.3      | 59.3     | ◇          | ●          |          |                      | 電化     | サウス・コースト線     | 複線   |
| Scarborough           | スカボロー                     | 3.2      | 62.5     | ◇          | ●          |          |                      | 電化     | サウス・コースト線     | 複線   |
| Wombarra              | ウォンバラ                     | 1.9      | 64.4     | ◇          | ●          |          |                      | 電化     | サウス・コースト線     | 複線   |
| Coledale              | コールデール                   | 1.8      | 66.2     | ◇          | ●          |          |                      | 電化     | サウス・コースト線     | 複線   |
| Austinmer             | オースティンマー               | 2.4      | 68.6     | 〇         | ●          |          |                      | 電化     | サウス・コースト線     | 複線   |
| Thirroul              | サールール                     | 1.6      | 70.2     | ●          | ●          |          |                      | 電化     | サウス・コースト線     | 複線   |
| Bulli                 | ブジ                           | 2.0      | 72.2     | ｜         | ●          |          |                      | 電化     | サウス・コースト線     | 複線   |
| Woonona               | ウノーナ                       | 1.8      | 74.0     | ｜         | ●          |          |                      | 電化     | サウス・コースト線     | 複線   |
| Bellambi              | ベランビ                       | 1.6      | 75.6     | ｜         | ●          |          |                      | 電化     | サウス・コースト線     | 複線   |
| Corrimal              | コリーマル                     | 1.4      | 77.0     | ｜         | ●          |          |                      | 電化     | サウス・コースト線     | 複線   |
| Towradgi              | タウラジ                       | 1.0      | 78.0     | ｜         | ●          |          |                      | 電化     | サウス・コースト線     | 複線   |
| Fairy Meadow          | フェアリー・メド―              | 1.4      | 79.4     | ｜         | ●          |          |                      | 電化     | サウス・コースト線     | 複線   |
| North Wollongong      | ノース・ウロンゴン             | 1.9      | 81.3     | ●          | ●          |          |                      | 電化     | サウス・コースト線     | 複線   |
| Wollongong            | ウロンゴン                     | 1.6      | 82.9     | ●          | ●          |          |                      | 電化     | サウス・コースト線     | 複線   |
| Coniston              | コニストン                     | 1.2      | 84.1     | ●          | ●          |          | ポート・ケンブラ支線 | 電化     | サウス・コースト線     | 複線   |
| Unanderra             | ユナンデラ                     | 4.2      | 88.3     | ●          | ●          |          |                      | 電化     | サウス・コースト線     | 単線   |
| Kembla Grange         | ケンブラ・グレンジ             | 3.3      | 91.6     | ※          | ※          |          |                      | 電化     | サウス・コースト線     | 単線   |
| Dapto                 | ダプト                         | 3.5      | 95.1     | ●          | ●          |          |                      | 電化     | サウス・コースト線     | 単線   |
| Albion Park           | アルビオン・パーク             | 8.2      | 103.3    | ●          | ●          |          |                      | 電化     | サウス・コースト線     | 単線   |
| Oak Flats             | オーク・フラッツ               | 2.2      | 105.5    | ●          | ●          |          |                      | 電化     | サウス・コースト線     | 単線   |
| Shellharbour Junction | シェルハーバー・ジャンクション | 3.4      | 108.9    | ●          | ●          |          |                      | 電化     | サウス・コースト線     | 単線   |
| Minnamurra            | ミナムラ                       | 4.5      | 113.4    | ●          | ●          |          |                      | 電化     | サウス・コースト線     | 単線   |
| Bombo                 | ボンボ                         | 4.2      | 117.6    | ●          | ●          |          |                      | 電化     | サウス・コースト線     | 単線   |
| Kiama                 | カイアマ                       | 1.6      | 119.2    | ●          | ●          |          |                      | 電化     | サウス・コースト線     | 単線   |
| Gerringong            | ジェリンゴン                   | 9.4      | 128.6    |            |            |          |                      | 非電化   | サウス・コースト線     | 単線   |
| Berry                 | ベリー                         | 12.2     | 140.8    |            |            |          |                      | 非電化   | サウス・コースト線     | 単線   |
| Bomaderry             | ボマデリー                     | 12.6     | 153.4    |            |            |          |                      | 非電化   | サウス・コースト線     | 単線   |

### ポート・ケンブラ支線
- 全列車が普通列車。普通列車は全ての駅に停車する。
- 全線単線電化。

| 駅名              | 駅名                     | 駅間キロ | 累計キロ | 接続路線           |
| 英語              | 日本語                   | 駅間キロ | 累計キロ | 接続路線           |
| ----------------- | ------------------------ | -------- | -------- | ------------------ |
| Coniston          | コニストン               | ―        | 0.0      | サウス・コースト線 |
| Lysaghts          | ライサト                 | 2.2      | 2.2      |                    |
| Cringila          | クリンギラ               | 1.4      | 3.6      |                    |
| Port Kembla North | ポート・ケンブラ・ノース | 1.1      | 4.7      |                    |
| Port Kembla       | ポート・ケンブラ         | 1.4      | 6.1      |                    |